# 三榕站
三榕站（音素換寫：S̄t̄hānī s̄ảrong，皇家轉寫：Sathani Samrong，泰語發音：[sā.tʰǎː.nīː sǎm.rōːŋ]）是曼谷BTS素坤逸线的車站，位於泰國北欖府。
本車站於2017年3月開始試營運，並於2017年4月3日由總理巴育·占奥差宣布正式啟用，隔日起一個月民眾可以免費搭乘。本站為該線的最東端，未來會於曼谷單軌鐵路黃線相接。該站為曼谷BTS唯二的島式月台車站，另一個為暹羅車站。